# تخلص (شعر)
في الشعر الفارسي والأتراكي والأردي، التخلص هو الاسم القلمي الذي يختاره الشاعر لنفسه، بدلا من اسمه الحقيقي، ويذكره في آخر بيت من الغزل فيسمى هذا البيت بمقطع القصيدة. وهو مأخوذ من معنى التخلص عند البلغاء بمعنى ذكر المادح لاسمه في المدح والانتقال إلى المقصود مع رعاية المناسبة.
تشتمل كل قصيدة على أبيات التشبيب فيلزم أن يأتي الشاعر في آخرها على ذكر التخلص وهو اللقب أو الاسم الذي يخترعه لنفسه مثل سعدي وحافظ وأمثال ذلك. وهو واسطة للانتقال من الغزل إلى المدح بوجه مناسب وإذا لم يذكر في القصيدة فإنها تسمى مقتضبة.[بحاجة لدقة أكثر]